# Ishbel Ross
Ishbel Ross (15 de dezembro de 1895 - 21 de setembro de 1975) foi uma repórter de jornal, romancista e escritora do gênero de não-ficção americana. Em uma carreira de escritora que durou em torno de seis décadas, Ishbel Ross escreveu inúmeras biografias de mulheres proeminentes, sendo seu trabalho mais conhecido sendo a primeira história substancial de mulheres jornalistas. 

## Biografia
Ishbel Ross nasceu em 15 de dezembro de 1895, em Bonar Bridge, Escócia, uma das seis crianças de David Ross e Grace (McCrone) Ross. Ela se formou na Tain Royal Academy em 1916 e depois emigrou para o Canadá, onde conseguiu um emprego como publicitária no Canadian Food Board. Ela começou como funcionária no Toronto Daily News e rapidamente se tornou uma repórter assinada. Um fator em seu sucesso inicial foi uma entrevista exclusiva que ela obteve com a sufragista Emmeline Pankhurst em 1917, quando Pankhurst estava a caminho de Toronto. 
Ross deixou o Toronto Daily News em 1919 para trabalhar como repórter de tarefas gerais no New-York Tribune, tornando-se a segunda repórter mulher (depois de Emma Bugbee) a ser contratada para a redação deste jornal. Entre as histórias que ela cobriu para o jornal estavam casos famosos como o caso do assassinato de Hall-Mills e o sequestro do bebê de Lindbergh.
Em 1922, ela se casou com o repórter do New York Times Bruce Rae, com quem teve uma filha. 
Na década de 1930, Ross começou a escrever romances. Seu primeiro livro, Promenade Deck, foi publicado em 1932. Ela deixou o jornal no ano seguinte para se concentrar na escrita de romances, publicando mais quatro durante sua vida. 
Por iniciativa do editor de cidade do New-York Tribune, Stanley Walker, ela também iniciou a escrever não-ficção. Seu primeiro livro, Ladies of the Press (1936), foi a primeira história formal das mulheres no jornalismo, examinando os vários papéis que as mulheres desempenharam no jornalismo impresso, com foco em jornalistas notáveis como Marguerite Martyn, Margaret Fuller, Nellie Bly e Dorothy Dix. Embora limitada a mulheres brancas, considerou aquelas que trabalhavam em ambientes rurais e urbanos. Ross identificou mais de 300 editoras e publicadoras trabalhando em jornais nos Estados Unidos.  Ainda é considerada “a obra clássica entre as histórias gerais” do assunto. 
Ross escreveu cerca de vinte livros de não-ficção, muitos dos quais eram vidas de mulheres famosas, desde as história de esposas de presidentes americanos até a médica Elizabeth Blackwell, a fundadora da Cruz Vermelha Americana Clara Barton e a espiã confederada Rose O'Neal Greenhow.  Seus outros livros abordavam tópicos mais gerais, como educação para cegos (Journey into the Light, 1951) e gosto americano (Taste in America, 1967). Seus livros foram considerados bem embasados, embora escritos em um estilo jornalístico e não acadêmico. 
Ross faleceu na cidade de Nova York em 21 de Setembro de 1975, de causas desconhecidas, sobrevivendo ao marido por 12 anos. Alguns de seus documentos estão na Biblioteca Schlesinger em Cambridge, Massachusetts. 

## Livros
- Através do Lich-gate (1931)
- Convés do Passeio (1932)
- Casamento em Gotham (1933)

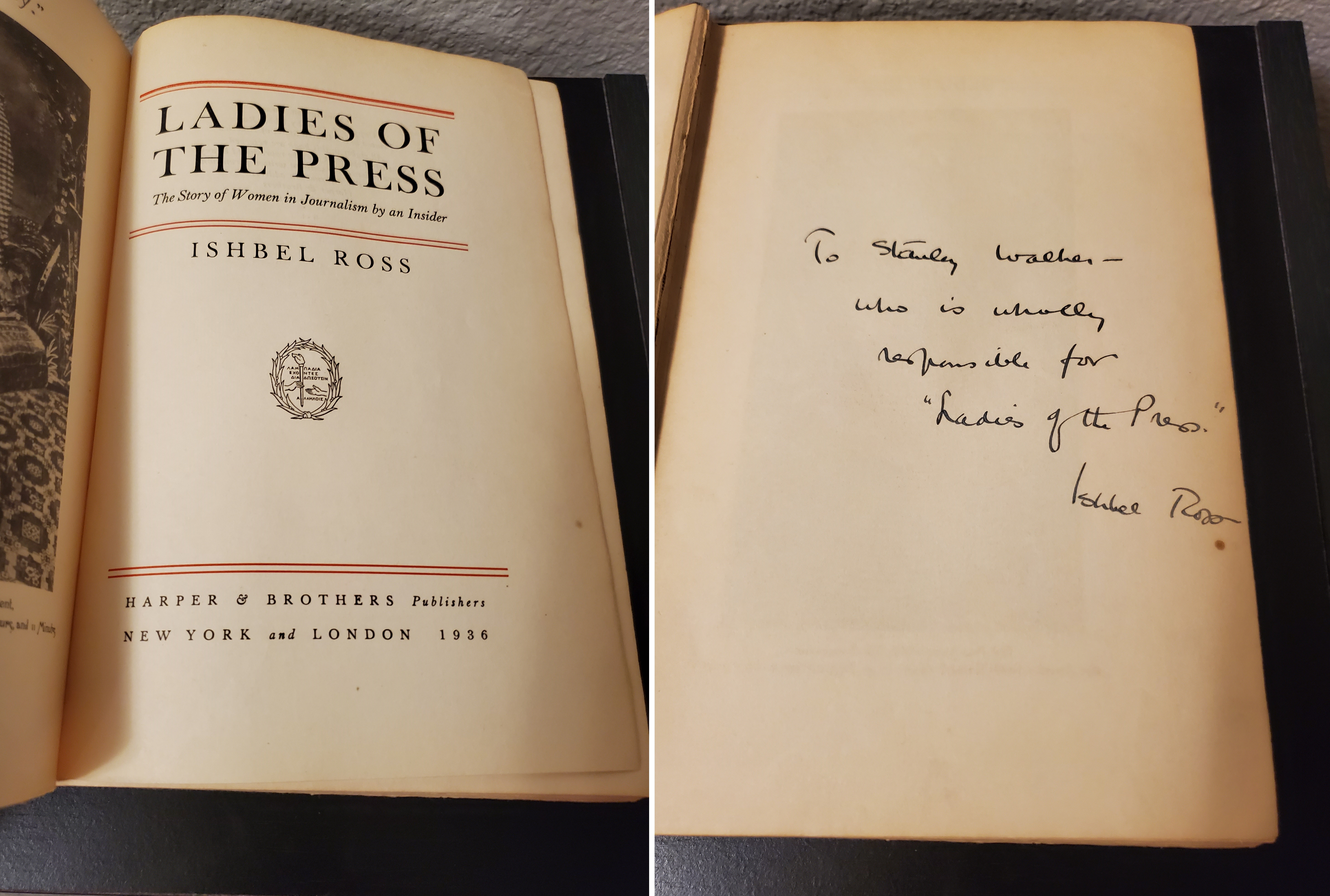
Cópia autografada de Ladies of The Press, presenteada a Stanley Walker. Da coleção de Jane Walker Williamson, sobrinha de Stanley Walker.

- Crepúsculo nas Terras Altas (1934)
- Senhoras da Imprensa (1936)
- Cinquenta Anos de Mulher (1938)
- Ilha da Fuga (1942)
- Filha do Destino: A História de Vida da Primeira Mulher Médica (1944; biografia de Elizabeth Blackwell )
- Charmers and Cranks: Doze mulheres americanas famosas que desafiaram as convenções (1965)
- Viagem à Luz (1951)
- Kate orgulhosa Retrato de uma mulher ambiciosa (1953; biografia de Kate Chase )
- Rebel Rose: A vida de Rose O'Neal Greenhow (1954; biografia de Rose O'Neal Greenhow )
- A Gráfica dos Cegos (1957)
- Primeira-dama do Sul: A vida da Sra. Jefferson Davis (1958; biografia de Varina Davis )
- A esposa do general: a vida da Sra. Ulysses S. Grant (1959; biografia de Julia Grant )
- Grace Coolidge e sua era (1962; biografia de Grace Coolidge )
- Cruzadas e crinolinas (1963)
- Uma família americana: os Tafts, 1678 a 1964 (1964; biografia da família Taft )
- Gosto na América: Uma História Ilustrada (1967)
- Filhos de Adão, filhas de Eva (1969)
- Os Expatriados (1970)
- A rainha sem coroa; vida de Lola Montez (1972; biografia de Lola Montez )
- A esposa do presidente: Mary Todd Lincoln (1973; biografia de Mary Todd Lincoln )
- Poder com graça: a história de vida da Sra. Woodrow Wilson (1975; biografia de Edith Wilson )
- Silhueta em Diamantes: A Vida da Sra. Potter Palmer (1975; biografia de Bertha Palmer )